# Arouna Ntosengeh
Arouna Ntosengeh est un boxeur camerounais.

## Biographie
Il est médaillé d'argent dans la catégorie des moins de 86 kg aux Championnats d'Afrique de boxe amateur 2022 à Maputo, s'inclinant en finale face au Mozambicain Albino Gabriel.